# DVD-RAM

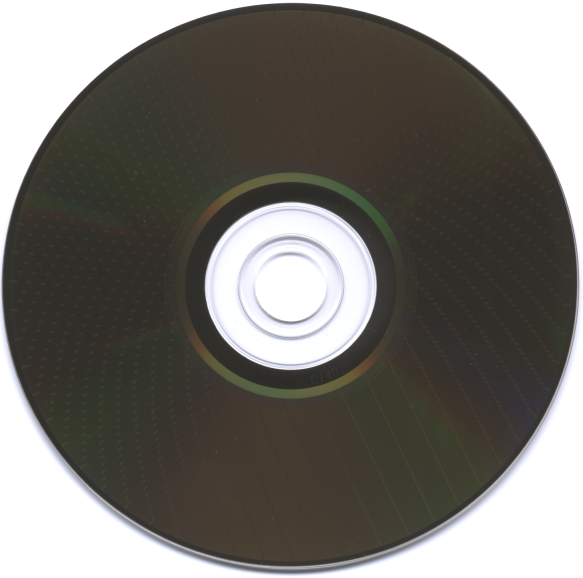
DVD-RAM

DVD-RAM(Digital Versatile Disc Random Access Memory)은 기록형 DVD의 규격의 하나로서, 다른 재기록형DVD에 비해서 기록횟수 등이 뛰어나다. DVD 포럼에 의해 정해졌으며, 1998년 4월에 파나소닉과 히타치 제작소로부터 최초의 제품이 발매되었다. 또한, 이외의 도시바도 적극적으로 추진하고 있다.

## DVD-RAM 카트리지 종류
| 크기  | 원본 그대로의 디스크 | 원본 그대로의 디스크 | 비이동식 카트리지 | 비이동식 카트리지 | 이동식 카트리지 | 이동식 카트리지 | 비어 있는 카트리지 | 비어 있는 카트리지 |
| ----- | -------------------- | -------------------- | ----------------- | ----------------- | --------------- | --------------- | ------------------ | ------------------ |
| 면 수 | 단면                 | 양면                 | 단면              | 양면              | 단면            | 양면            | 단면               | 양면               |
| 12 cm | 예 (종류 0)          | 없음                 | 종류 1            | 종류 1            | 종류 2          | 종류 4          | 종류 3             | 종류 5             |
| 8 cm  | 예 (종류 0)          | 없음                 | 없음              | 없음              | 종류 7          | 종류 6          | 종류 9             | 종류 8             |

## 규격
Internationale Funkausstellung Berlin 2003 이후로 이 규격은 RAM 프로모션 그룹(RAMPRG)이 시장화하였으며 히타치 제작소, 도시바, 맥스웰 LG전자, 파나소닉, 삼성, TEAC가 주축이 되어 제작하였다.
- DVD-RAM 버전 1.0, 기록 속도 1x
  - 단면, 한 층의 디스크 용량은 2.58 GB
  - 양면 한 층의 디스크 용량은 5.16 GB
- DVD-RAM 버전 2.0, 기록 속도 2x
  - 단면, 한 층의 디스크 용량은 4.7 GB
  - 양면 한 층의 디스크 용량은 9.4 GB
- DVD-RAM 버전 2.1/리비전 1.0, 기록 속도 3x
- DVD-RAM 버전 2.2/리비전 2.0, 기록 속도 5x
- DVD-RAM 버전 2.3/리비전 3.0, 기록 속도 6x 최대
- DVD-RAM 버전 2.4/리비전 4.0, 기록 속도 8x 최대
- DVD-RAM 버전 2.5/리비전 5.0, 기록 속도 12x 최대
- DVD-RAM 버전 2.6/리비전 6.0, 기록 속도 16x 최대

물리적으로 지름이 80mm로 작은 DVD-RAM 디스크는 1.46GB의 용량을 갖는 단면 디스크도 존재하지만 흔하지 않다.
DVD-RAM은 카트리지 형태로만 판매되었지만, 최근 DVD 기록 장치는 카트리지 디스크가 없어도 동작하게끔 설계되고 있다. 일부 기록 장치는 카트리지를 더 이상 지원하지 않는다. 지원하지 않더라도, DVD-RAM 미디어 하단에 있는 레버를 열면 원판을 빼내서 쓸 수 있다.

## 같이 보기
- 콤팩트 디스크
- Phase-change Dual